# Barreiras
Barreiras är en stad och kommun i östra Brasilien och ligger i delstaten Bahia. Kommunen har cirka 150 000 invånare. Barreiras är belägen vid Rio Grande, som är en biflod till den större São Franciscofloden.

## Historia
Barreiras växte fram på 1600-talet vid en plats längs floden där klippor försvårade vidare passage. Vid mitten av 1800-talet och några årtionden framöver bestod samhället, som då var känt som São João de Barreiras, av endast ett tjugotal byggnader. Under denna period utvecklades området genom utvinning av gummi. Den 26 maj 1891 blev Barreiras ett eget distrikt inom kommunen Angical, och blev år 1901 en självständig kommun. Den 30 mars 2000 bröt sig distriktet Luiz Eduardo Magalhães ur och bildade en egen kommun.

## Administrativ indelning
Kommunen var år 2010 indelad i ett distrikt:
- Barreiras

Förr var Luiz Eduardo Magalhães ett distrikt inom kommunen, men är numera en egen kommun.

## Befolkningsutveckling
| Område     | Areal (km²)   | Invånarantal 1 augusti 2000 | Invånarantal 1 augusti 2010 | Invånarantal 1 juli 2014 |
| ---------- | ------------- | --------------------------- | --------------------------- | ------------------------ |
| Kommun     | 7 859,23      | 113 092¹                    | 137 427                     | 152 208                  |
| Centralort | Ingen uppgift | 100 085                     | 123 741                     | Ingen uppgift            |

¹Exklusive Luiz Eduardo Magalhães.

## Ekonomi
Den lokala ekonomin grundar sig i första hand på sojaproduktion och annan livsmedelproduktion, som exempelvis kaffe, majs och ris. Även boskapsskötsel och bomullsproduktion är viktiga näringar.